# Paretroplus menarambo
Pinstripe menarambo hay Paretroplus menarambo, là một loài cá thuộc họ Cichlidae. Nó là loài đặc hữu của Madagascar. Môi trường sống tự nhiên của chúng là Lake Sarodrano và các sông lân cận. Tổ chức IUCN ban đầu phân loại chúng đã tuyệt chủng ngoài tự nhiên, nhưng gần đây một bộ phận nhỏ đã được tìm thấy ở hồ Tseny.